# Mangold von Sternberg
Mangold von Sternberg, także Manegoldus, Manegolt (urodz.?, zm. 1283) – komtur królewiecki w latach 1274–1280, mistrz krajowy Prus w latach 1280–1283, mistrz krajowy Inflant w latach 1281–1283.

## Życiorys
Nie można rozstrzygnąć skąd wywodził się Mangold. Przydomek von Sternberg świadczył by, że wywodził się z miejscowości Sternberg z okolic Würzburga. Jednakże przydomek von Sternberg pojawia się dopiero w późniejszych przekazach, w przekazach współczesnych Mangoldowi, pojawia się tylko samo imię.
Nie wiadomo kiedy i gdzie wstąpił w szeregi zakonu krzyżackiego. Do Prus przybył w 1274 roku i przebywał w nich do 1282. Od samego początku związany był z Królewcem będąc tam początkowo zwykłym bratem, później dostępując godności komtura królewieckiego. Mistrzem krajowym Prus został po zrezygnowaniu ze stanowiska przez Konrada von Feuchtwangena w połowie 1280 roku. Tytuł mistrza krajowego Inflant otrzymał również po zrezygnowaniu ze stanowiska przez Konrada von Feuchtwangena. Nominacja na preceptora Inflant odbyła się jesienią 1281 roku podczas kapituły prowincjonalnej na Zamku Fellin. Po dokonaniu wizytacji przejętej prowincji Mangold powrócił do Prus, skąd udał się na kapitułę generalną do Ziemi Świętej w celu wyboru nowego wielkiego mistrza. Podczas pobytu na kapitule zrezygnował ze stanowiska mistrza krajowego Inflant na rzecz wicemistrza Willekina von Endorpa. Po opuszczeniu Palestyny zmarł na statku podczas podróży powrotnej.
On to wraz z Konradem von Thierbergiem Młodszym skutecznie doprowadził do końca inkorporację Gniewu i terenów na lewym brzegu Wisły, nadanych zakonowi przez księcia lubiszewsko-tczewskiego Sambora II w roku 1276.
Był kontynuatorem polityki nadań ziemskich dla ludności pruskiej wiernej zakonowi, prowadził też zakrojoną na szeroką skalę próbę podboju Jaćwieży.